# Nobreza armênia
A Nobreza armênia (em armênio/arménio:  Հայ ազնվականություն) era uma classe de pessoas que gozava de certos privilégios em relação a outros membros da sociedade de acordo com as leis e os costumes de vários regimes da Armênia. Os governos que reconheceram ou conferiram nobreza foram o Reino de Vã (860-590 a.C.), Satrapia da Armênia (570-331 a.C.), Reino da Armênia (331 a.C.-428 d.C.), Reino Bagrátida da Armênia (885-1045) e o Reino Armênio da Cilícia (1198-1375). Os reinos armênios de Vananda (963-1065), Siunique (987-1170) e Lori (978-1113) tinham um sistema de nobreza semelhante à nobreza da Cilícia.

## Terminologia
Os membros da classe alta da sociedade armênia medieval eram conhecidos como nacarares (em armênio/arménio:  նախարար) e azates (em armênio/arménio:  ազատ), (também azenvacãs (em armênio/arménio:  ազնվական)).
As raízes da nobreza armênia remontam à antiga sociedade tribal, quando as tribos proto-armênias se separaram da comunidade indo-europeia primordial e escolheram líderes para governar a comunidade, defender o território e liderar campanhas militares contra seus inimigos. Esses chefes e líderes eram geralmente os membros mais fortes dos clãs e tribos, que se tornaram famosos por sua força, inteligência e feitos. Assim, gradualmente, surgiu a classe alta da sociedade armênia, ou seja, a dos azates, também conhecidos como azenvacãs ou aznavurs. Traduzida do armênio contemporâneo, a palavra azate significa literalmente "aquele que é livre", um "homem livre". No entanto, é provável que esse termo seja derivado da palavra indo-europeia mais antiga "iazata", que significa "o divino", "descendência de deuses", "aquele que merece ser adorado".
Os clãs nobres armênios remontavam suas origens aos deuses da antiga religião armênia, aos heróis e patriarcas do povo armênio ou às origens de famílias não armênias. Por exemplo, acreditava-se que as casas nobres de Vanúnio e Menúnio eram descendentes de Vaagênio e Mitra, antigas divindades armênias do fogo e da guerra, e da luz celestial e da justiça, respectivamente. A Casa de Arzerúnio teve suas origens em Sanasar, filho de Mher do epos armênio Sasna Tzrer. De acordo com a tradição aristocrática armênia, as casas principescas de [Poladiana] Corcorúnio, Besnúnio, Restúnio, Manavázio, Angelea (casa de Angel (em armênio/arménio:  Անգեղ), Varasnúnio, Vostaniquiã, Ohaniã, Cartoziã, Apaúnio, Arranxaíquidas e alguns outros, acredita-se que todos sejam descendentes diretos de Naapetes (Patriarca) Haico cujo epíteto era Diutsazun (em armênio/arménio:  դյուցազուն, transl. dyuts’azun), que significa semideus, "descendência de divindades", ou de descendentes de Haico. É bastante comum em todas as partes do mundo que os membros da nobreza afirmem que sua ascendência remonta a deuses ou heróis lendários. Além disso, segundo a lenda, a dinastia Bagratúnio tem origens na Judeia, de acordo com Moisés de Corene, pois eles se transferiram para a Armênia no século VI. A dinastia mamicônida também tinha lendas de que vinha da China (Manchúria).

## Origens históricas

Mapa da Armênia e dos estados clientes romanos no leste da Ásia Menor, por volta de 50 d.C., antes da Guerra Romano-Parta e da anexação dos reinos clientes ao Império.

Os primeiros historiadores armênios mencionam várias casas nobres armênias durante diferentes períodos da história da Armênia. Às vezes, seu número é mencionado como sendo noventa, mas em outras ocasiões chega a trezentos. Certamente, o número de casas nobres armênias mudou com o passar do tempo, pois a classe aristocrática estava sujeita a mudanças.
A primeira dinastia real armênia comprovada foi a dos orôntidas (eruândidas), que governava a Armênia como uma satrapia do Império Aquemênida no século IV Foram precedidos por patriarcas lendários ou semilendários da tradição armênia, registrados pela primeira vez na História atribuída a Moisés de Corene, escrita por volta do século V.
As casas nobres dos Restúnios, Mocates, Arzerúnio e outras se originaram de governantes tribais ou clãs já na Antiguidade. Algumas outras, como os Mamicônio ou aravelianos, receberam títulos e/ou cargos nobres, como aspetes (em armênio/arménio:  ասպետ), "coroador", e asparapetes (em armênio/arménio:  սպարապետ), "generalíssimo", por decretos especiais dos reis armênios medievais por seus serviços prestados à corte real ou à nação.
Alguns historiadores cristãos armênios tendem a derivar certas casas nobres armênias da Mesopotâmia ou de outras raízes. Por exemplo, em sua História da Armênia, Moisés de Corene atribui as origens da família de seu príncipe patrocinador, Isaque II Bagratúnio, a raízes não armênias. No entanto, as fontes históricas comprovam a existência da família Bagratúnio no período mais antigo da história da Armênia e falam deles como armênios aborígenes. A análise linguística também sustenta que o nome Bagarate provavelmente é de origem indo-europeia. É notável que o próprio príncipe Bagratúnio tenha rejeitado a versão de Corene sobre as origens de sua família. As descendências exóticas estavam em voga entre as primeiras famílias aristocráticas armênias medievais. Entretanto, não há evidências que sustentem nenhuma dessas alegações de descendência.

## Instituições e estrutura
A nobreza sempre desempenhou um papel importante na sociedade armênia. Isso é evidenciado pela evolução do termo nacarar. Inicialmente, esse termo se referia aos governadores hereditários das províncias armênias e era usado com o significado de "governante" e "governador". O mesmo título poderia significar um serviço particularmente honroso (nakhararutyun) na corte real armênia. Exemplos de tais serviços hereditários ou nacarados são aspetutyun (coroação, que tradicionalmente pertencia à casa Bagatúnio), sparapetutyun (comandante-chefe do exército armênio, que tradicionalmente pertencia à casa de Mamicônio), hazarapetutyun (chancelaria e tributação, que eram administradas hereditariamente pelas casas Genúnio e Amatúnio) e malhazutyun (guarda real que era tradicionalmente organizada e chefiada pela casa de Corcorúnio). Entretanto, no decorrer da consolidação hereditária dos gavares ou dos serviços da corte real pelas casas nobres, o termo nacarar mudou seu significado original e gradualmente se transformou em um equivalente genérico de "aristocrata", "nobre". Dessa forma, as famílias aristocráticas começaram a ser chamadas de casas nacarares ou nacarados. Junto com essa análise, há outra interpretação do termo nacarar, que se baseia no armênio nakh e arar, ou seja, "o primeiro criado" ou "o primeiro a nascer".
O significado do termo nacarar estava evoluindo paralelamente à consolidação dos direitos hereditários das casas nobres sobre os gavares da Grande Armênia. Por exemplo, o gavar de Albace Maior era tradicionalmente herdado pela casa nobre Arzerúnio, o gavar de Taraunitis pela casa de Selcúnio e o gavar de Restúnia pela casa Restúnio. Mesmo antes dessa consolidação, surgiram os emblemas aristocráticos tradicionais e o brasão de armas. Este último geralmente está profundamente enraizado nas antigas crenças e totens de parentesco e tribais dos clãs armênios. Embora as informações sobre a heráldica armênia sejam bastante limitadas, sabe-se que os símbolos mais comuns eram os da águia, do leão e do carneiro da montanha. Por exemplo, o brasão de armas da dinastia Artaxesiã consistia em duas águias com o símbolo do sol no meio. Uma águia segurando uma ovelha também era o símbolo da casa Bagratúnio. O emblema dinástico da casa real armênia ciliciana de Lusinhão refletia a influência heráldica da Europa Ocidental e consistia em leões e cruzes vermelhas sobre o fundo amarelo e azul do escudo. As famílias nacarares da antiga Armênia eram listadas nos chamados Ganamaque (em armênio/arménio:  Գահնամակ, transl. Gahnamak) e Zoranamaque (em armênio/arménio:  Զորանամակ, transl. Zoranamak), que eram os inventários ou registros oficiais que posicionavam as famílias com base nos critérios de honra, virtude e estima. A diferença entre o Ganamaque e o Zoranamaque estava nos critérios de listagem que determinavam a estima da família nobre. O Zoranamaque baseava-se na força militar das casas, ou seja, no número de cavalaria e infantaria possuídas, na responsabilidade de defender as fronteiras norte, leste, sul e oeste da Armênia, bem como no tamanho das tropas que as casas nobres colocavam sob o comando do rei da Armênia em épocas de campanhas militares. Ao contrário de Zoranamaque, Ganamaque listou as casas nobres com base nos critérios de importância política e econômica das casas, tamanho de suas propriedades, riqueza, bem como suas conexões e influência sobre as cortes reais.
Duas outras noções da nobreza armênia relacionadas a Ganamaque e Zoranamaque são as de bardz e pativ. Bardz significa literalmente "almofada". Era o assento ocupado pelo chefe da casa nobre na mesa real, seja durante o conselho ou durante as festividades. A palavra bardz deriva dessas almofadas nas quais os senhores das casas se sentavam em ocasiões especiais. Os bardz - literalmente assentos almofadados à mesa real, mas, de forma mais ampla, o status real na corte real - eram distribuídos com base no pativ, ou seja, literalmente a honra e a estima das casas nobres. Este último, muito provavelmente, era fixado em Ganamaques e Zoranamaques.

### Ganamaque
Ganamaque (em armênio/arménio:  Գահնամակ, literalmente: "registrador de tronos") - era um documento oficial do Estado, uma lista de lugares e tronos (bardz) que os príncipes armênios e nacarares ocupavam na corte real da Armênia. O trono do príncipe ou nacarar era definido por sua força econômica ou militar (de acordo com o Zoranamaque, literalmente: "registrador de força"), bem como de acordo com a tradição antiga. O Ganamaque era composto e selado pelo rei da Armênia, pois os nacarares (senhores) eram considerados seus vassalos. Os tronos dos nacarares (gahs, ou seja, os cargos na corte real) mudavam raramente e eram herdados de pai para filho. Somente em circunstâncias especiais, como alta traição, abandono da família, etc., o rei tinha o direito de fazer a troca. - o rei tinha o direito de fazer algumas mudanças no Ganamaque. A sequência e a classificação dos tronos dos senhores armênios foram definidas e observadas desde os tempos antigos.
De acordo com Corene e Uctanes de Sebaste, a primeira listagem real de senhores na forma de Ganamaque foi ao do rei armênio mítico Valarsaces I. De acordo com as fontes registradas, a classificação dos tronos dos senhores armênios na forma de Ganamaque existiu durante todo o reinado da dinastia arsácida (séculos I a V). O mesmo sistema foi mantido durante o tempo que a Armênia foi uma província do Império Sassânida (séculos V a VII) sob governo de um marzobã. Há discrepâncias e imprecisões significativas nos dados dos Ganamaques de diferentes séculos com relação ao número de casas principescas e graus de seus tronos. De acordo com o Ganamaque do século IV, preservado em "Os feitos de Narses", durante o reinado do rei Ársaces II (r. 350–368), o número de casas aristocráticas armênias chegou a 400. No entanto, o autor de Os feitos de Narses menciona os nomes de família de apenas 167 senhores, 13 dos quais não tinham um trono. O próprio autor explica que é incapaz de listar todos eles. O historiador armênio do século XIII Estêvão Orbeliano também menciona 400 tronos nacarares, que tinham "trono e respeito" na corte real do rei Tiridates III (r. 299–330). Fausto, o Bizantino menciona 900 senhores principescos, que prestavam serviços honorários na corte real e se sentavam em um trono (gah) ou almofada (bardz) especial.
Acredita-se que o Ganamaque tenha sido escrito pelo católico armênio Isaque I, o Parta (387-439), cujo sobrenome indica uma origem persa distante do clã Partave ou Parta. Isaque disponibilizou o registro à corte do Império Sassânida, mencionando um total de 70 nacarares armênios. Em outra fonte do século IV, 86 nacarares foram listados. De acordo com o cronologista árabe Iacubi (século IX), havia 113 senhores no Emirado da Armênia, enquanto outro historiador árabe, Iacute de Hama (séculos XII e XIII), o número de principados armênios era 118. Os historiadores armênios Agatângelo, Fausto, o Bizantino, Eliseu, Lázaro de Farpe, Moisés de Corene, Sebeos e outros também forneceram vários dados e informações sobre as casas principescas e os senhores armênios. Entretanto, os Ganamaques e as listas de nacarares (casas principescas), com base nesses dados e informações, permanecem incompletos.

### Divisões internas
A nobreza armênia era dividida internamente. A pirâmide social da nobreza armênia era encabeçada pelo rei, em armênio arka. O termo arka se origina da raiz ariana comum que tem equivalentes no nome de monarcas em outras línguas indo-europeias: arxatos em grego, raja em indo-ariano, rex ou regnum em latim e roi em francês.
Os filhos do rei, ou seja, os príncipes, eram chamados de sepu (em armênio/arménio:  Սեպուհ, transl. sepuh). O filho mais velho, que também era o príncipe herdeiro e era chamado de avague sepu (avag sepuh), tinha uma função específica. Em caso de morte do rei, o avague sepu herdaria automaticamente a coroa, a menos que houvesse outros acordos prévios.
A segunda camada na divisão social da nobreza armênia era ocupada pelos vitaxas. Os quatro vitaxas eram governantes de grandes províncias fronteiriças da Grande Armênia. Eram vice-reis de fato e, por seus privilégios, eram muito próximos do rei. Tinham seus próprios exércitos, sistema de impostos e taxas, e podiam até mesmo produzir suas próprias moedas.
A terceira camada da aristocracia armênia, depois do rei e dos vitaxas, era composta por iscanos, ou seja, príncipes. O termo iscano deriva da antiga raiz ariana xshatriya (governante-guerreiro). Um iscano normalmente tinha uma propriedade hereditária conhecida como hairenique e uma casta de residência - dartacerta (propriedade rural). As casas principescas (ou clãs) armênias eram chefiadas pelo tanuter (em armênio/arménio:  տանուտեր). Por seu significado, a palavra tun (em armênio/arménio:  տուն, transl. casa) é muito próxima de tohm (em armênio/arménio:  Տոհմ, transl. linhagem, clã). Portanto, tanuter significava "senhor da casa" ou "senhor do clã".
Em termos organizacionais, a nobreza armênia era chefiada pelo metz ishkhan ("grande iscano") ou ishkhanats ishkhan ("iscano dos iscanos") em armênio, que em algumas crônicas históricas também é chamado de metzametz. Ele era o marechal da nobreza armênia e tinha privilégios e deveres especiais. Por exemplo, em caso de morte do rei e se não houvesse um sepu (príncipe herdeiro), era o metz ishkhan que assumia temporariamente as responsabilidades e desempenhava os deveres do rei até que as questões de sucessão ao trono fossem resolvidas. Na realidade, porém, as sucessões ao trono eram organizadas com antecedência ou resolvidas no decorrer de rixas e lutas internas.
Assim, a pirâmide social da nobreza da Grande Armênia inclui as seguintes camadas:
- Arca ou Tagavor (rei);
- Vitaxa (vice-rei);
- Iscano dos iscanos (grão-duque);
- Iscano (príncipe).

Essa divisão, no entanto, reflete a tradição específica da Grande Armênia em seu período inicial da história. Naturalmente, com o tempo, a estrutura social da nobreza passou por mudanças com base nas especificidades dos territórios armênios, na era histórica e nas relações sociais. Por exemplo, na época medieval, os nomes e a composição da nobreza do Reino Armênio da Cilícia sofreram algumas mudanças:

#### Grande Armênia
- Arca ou Tagavor
- Vitaxa
- Iscano dos iscanos (ou grande Iscano)
- Iscano

#### Armênia Cilícia
- Tagavor ou Inquenacal
- Vitaxa
- Paronats Paron (ou Metz Paron)
- Paron

A Armênia da Cilícia adotou muitas peculiaridades da classificação da nobreza da Europa Ocidental, como paron (derivado de "barão"), ter ou sinyor (sênior), berdater (senhor do castelo) etc. Além disso, na Cilícia surgiu a cavalaria armênia, que também era considerada parte da nobreza, apesar do fato de que os próprios cavaleiros - chamados dziavor i hetzelvor - nem sempre se originavam dos parons.
Algumas outras características também sofreram alterações. Por exemplo, enquanto a saudação para os nobres na Grande Armênia era tiar ou ter, na Armênia Cilícia uma nova forma de saudação foi acrescentada a elas, a saber, paron. Essa última tornou-se a forma mais popular de saudação e gradualmente mudou seu significado para o equivalente a "senhor" no armênio moderno.
Na Armênia medieval tardia e na nova era, havia uma variedade de títulos de nobreza em diferentes naangues do país. Por exemplo, em Artsaque do período Camsa (ou seja, período dos "cinco melicados"), o título de iscano (príncipe) era usado em seu equivalente local - melique (uma palavra árabe "desvalorizada" para rei). Abaixo de melique, ou às vezes em paralelo a ele, havia o título de yuzbashi (do posto de oficial turco, literalmente "senhor dos cem" guerreiros, centurião).
Com a anexação do leste da Armênia - ou seja, as províncias de Carabaque, Erevã, Naquichevão e Carse - ao Império Russo, os títulos, as tradições e as instituições sociais da nobreza russa tornaram-se dominantes entre os aristocratas armênios, pois eles foram integrados à nobreza imperial ao estilo russo.

#### Títulos hereditários
- Aspetes
- Azate
- Iscano
- Melique
- Nacarar
- Asparapetes
- Tanuter

## Statusatual
A história da nobreza armênia, assim como a história do povo armênio, é cheia de drama. Às vezes, durante guerras internas, famílias inteiras eram exterminadas. Muitas famílias aristocráticas pereceram durante as guerras com invasores estrangeiros - árabes e turcos. Estes últimos, percebendo que o Estado armênio dependia da aristocracia, adotaram uma política ativa de extermínio da nobreza armênia. Assim, em 705, o osticã (vice-rei) árabe da Armênia convidou enganosamente cerca de oitocentos clãs nobres armênios para Naquichevão, juntamente com os guardas que os acompanhavam, ostensivamente para negociações, e destruiu todos eles. Apesar disso, algumas famílias nobres sobreviveram a essa tragédia e continuaram a existir. Parte dos descendentes da nobreza armênia alcançou altos cargos em cortes reais estrangeiras. Assim, os descendentes dos Artsruni armênios tornaram-se nobres influentes na corte georgiana, e o ramo georgiano dos nacarares armênios Bagratúnios subiu ao trono e tornou-se a casa governante da Geórgia (Bagrationis). Uma plêiade inteira de armênios por descendência governou hereditariamente o trono bizantino (Dinastia macedônica e Comneno). Como resultado de casamentos dinásticos, os descendentes da família real armênia dos Lusinhãos (Lusinhão), que governaram a Cilícia e o Chipre, fundiram-se com representantes da dinastia real da Europa Ocidental de Saboia (Saboia), que governaram a Itália. Outros descendentes das famílias nacarares deram origem a dinastias nobres armênias medievais, como os zacariãs, proxiãs, quiuriquiãs, orbeliãs, artsruni-Macanaberdiãs, torniquiãs (de acordo com os historiadores armênios Leão e Nicolas Adontz, bem como Karl Joachim Marquardt e Alexander Kajdan são um ramo dos nacarares armênios Bagratúnios) e outros, Este último desempenhou um papel significativo na luta pela libertação do povo armênio e na preservação do estado armênio.
Os príncipes zacariãs, Zacarias e Ivã, cuja importância e influência político-militar eram tão grandes que, na verdade, eram os governantes plenos da Armênia, foram particularmente notáveis no século XIII. Talvez os últimos vestígios da condição de Estado armênio tenham sido preservados pelos príncipes meliques semi-independentes de Artsaque conhecidos como os Melicados de Camsa (do árabe para "cinco principados"), até a incorporação do leste da Armênia ao Império Russo. Os imperadores russos reconheceram os títulos dos aristocratas armênios ou elevaram figuras proeminentes de origem armênia à dignidade de nobreza, enquanto usavam ativamente o potencial da nobreza armênia. Durante esse período, destacaram-se as famílias nobres de Madatiãs (Madatoves), Lazariãs (Lazareves), Beibutoves (Bebutoves), Atabequeãs (Atabecoves), Pirumiãs (Pirumoves), Loris-Melicoves e outras.
A tradição aristocrática na Armênia sofreu um novo golpe sob o domínio soviético, quando a nobreza armênia foi abolida como classe e submetida a perseguições sistemáticas. Muitos membros da nobreza foram reprimidos, exilados em colônias e campos de trabalho, ou completamente mortos. Outros foram forçados a ocultar sua origem nobre, mudando seus sobrenomes e escondendo sua ascendência. Apenas alguns conseguiram preservar a tradição de sua família, estabelecendo-se fora da Armênia.
Com a restauração da independência da Armênia, foram tomadas medidas importantes para reviver as tradições da aristocracia armênia. Em outubro de 1992, a União dos Nobres Armênios (em inglês:  Union of Armenian Nobles) foi estabelecida na Armênia e, em 27 de julho de 2012, outra organização nobre tradicional, a União Melique Armênia (em inglês:  Armenian Melik Union)foi revivida. Ambas as organizações estão registradas no Ministério da Justiça da Armênia como organizações públicas não governamentais. O total de membros dessas organizações é de cerca de 400 descendentes e representantes da nobreza da Armênia. A filiação à União dos Nobres Armênios e à União Melique Armênia está aberta a representantes de antigas e novas dinastias e famílias aristocráticas armênias, bem como a detentores de títulos nobres estrangeiros que vivem na República da Armênia e no exterior, independentemente de suas opiniões políticas e religiosas, idade e sexo.
Os principais objetivos das organizações da nobreza armênia são:
- Reavivar a nobreza armênia e seu antigo papel e importância na vida da sociedade e do Estado;
- Reavivar as melhores tradições da nobreza armênia e restaurar os princípios de honra, dignidade, moralidade e ética da nobreza;
- Restauração da heráldica das dinastias aristocráticas e de sua genealogia;
- Coleta e pesquisa científica de materiais de arquivo, estudo da história da nobreza armênia e dinastias individuais;
- Apresentação da história da nobreza armênia e das dinastias aristocráticas, famílias e ancestrais ao público em geral por meio da mídia de massa e de palestras públicas.

## Heráldica

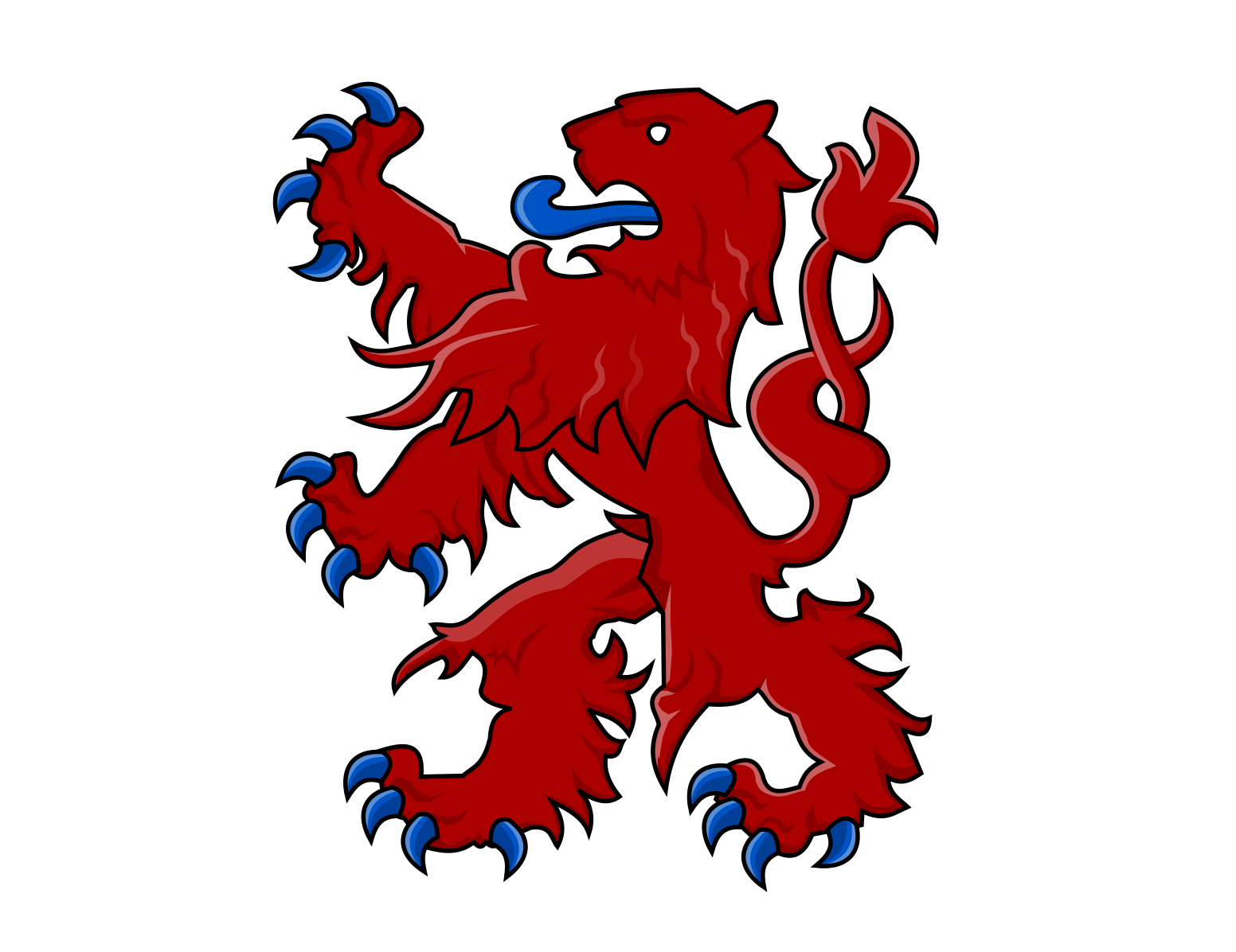
Emblema da família real Rubenida
Emblema da família real Hetumiana
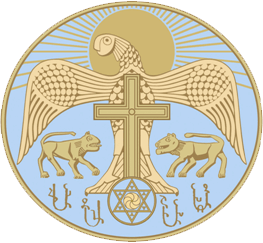
Bandeira da família Hasan-Jalaliã